# Уибли, Дерик
Дерик Джейсон Уибли (англ. Deryck Jason Whibley; также известен под псевдонимом Bizzy D, р. 21 марта 1980) — канадский музыкант, наиболее известный своей работой в качестве вокалиста, ритм-гитариста, клавишника, автора песен, продюсера, основателя и единственного постоянного участника рок-группы Sum 41. В качестве продюсера он был одним из основателей и директоров Bunk Rock Productions. На 2015 год Sum 41 продали более 30 миллионов копий своих альбомов. Были лауреатами премии Джуно и в 2012 году номинантами на премию Грэмми. В течение трёх лет был женат на канадской певице Аврил Лавин.

## Биография

### Ранние годы
Дерик Уибли родился 21 марта 1980 года в Скарборо, в восточной части Торонто, его мама Мишель Уибли родила Дерика, когда ей было семнадцать лет, так и не окончив школу. Своего отца он никогда не видел, но отец его видел только непродолжительное время сразу после рождения. Воспитывать Дерика помогали родители Мишель. Первые несколько лет Дерик с мамой жили у её родителей Джона и Мэри Уибли, которые помогали ей с воспитанием. Когда Дерику был всего год Мишель вышла замуж за наркоторговца и брак оказался неудачным, они жили в неблагополучном районе. С ранних лет Дерику нравилась музыка, его родители слушали в основном классический рок и он тоже полюбил эту музыку, наиболее яркое впечатление в детстве на него произвели песни «Help!» и «Paint it black», а одним из любимых шоу было «The Monkees». Когда ему было семь лет, его мать развелась с отчимом. Всё детство они меняли квартиры и часто переезжали, к тому времени как Дерику исполнилось семнадцать, они сменили девятнадцать мест жительства.
Летом 1986 года родители взяли Дерика с собой на автошоу, там он первый раз в жизни побывал на живом концерте, выступали The Monkees со Странным Элом Янковичем, с тех пор Дерик захотел стать музыкантом и выступать на сцене. 
Дерик вырос в Эйджаксе, Онтарио, и посещал государственную школу Саутвуд Парк. Его воспитывала мать. Уибли всегда интересовался архитектурой и говорил, что хотел бы проектировать дома, если бы не стал музыкантом. В подростковом возрасте он учился в средней школе Эксетер. В старших классах Уибли был капитаном баскетбольной команды, но потерял всякий интерес к этому виду спорта после того как Майкл Джордан перестал играть. По словам Уибли «Джордан был Богом». Позже Уибли вспоминал, что вообще жалеет о времени потраченном на школу, он учился ровно так, чтоб смог закончить, но всегда знал, что в жизни ему это не понадобится и он будет посвящать всего себя только музыке.

### Sum 41
Уибли основал Sum 41 вместе с басистом Грантом Маквитти, и вокалистом Джоном Маршаллом. Первоначально группа называлась Kaspir и была кавер-группой NOFX. В 1999 году группа подписала международный контракт с Island Records. Их продюсером стал Грэг Нори и он посоветовал Дерику стать вокалистом, в результате чего Маршалл ушёл из группы. Также в первоначальном составе группы был Ричард Рой, но после того как группа попала в автомобильную аварию, его на месте басиста заменил Джейсон Маккаслин. В 2000 году группа выпустила дебютный EP Half Hour of Power, а в 2001 году — альбом All Killer No Filler. Группа добилась международного успеха с первым синглом с альбома, «Fat Lip», который занял первое место в чарте Billboard Modern Rock Tracks и до сих пор остается самым успешным синглом группы. All Killer No Filler стал платиновым в США, Канаде и Великобритании. С тех пор группа выпустила ещё семь студийных альбомов: Does This Look Infected? (2002), Chuck (2004), Underclass Hero (2007), Screaming Bloody Murder (2011), 13 Voices (2016), Order in Decline (2019) и Heaven :x: Hell (2024). Три альбома до Screaming Bloody Murder стали платиновыми в Канаде. Группа часто проводит длительные мировые туры и выступает более 300 раз в год. Они были номинированы на семь премий Джуно и дважды побеждали («Группа года» в 2002 году и «Рок-альбом года» Chuck в 2005 году).

### Другие проекты
Помимо Sum 41, Уибли сделал профессиональную карьеру в музыкальной индустрии в качестве продюсера и менеджера. Он был частью компании Bunk Rock Music, занимающейся музыкальным менеджментом и продюсированием. С этой компанией он также продюсировал группу No Warning. После прекращения сотрудничества с Грэгом Нори он продал свою часть компании в начале 2005 года.
Во время небольшого перерыва в группе Sum 41 в 2005 и 2006 годах, он работал с Томми Ли на гитаре и бэк-вокале для его альбома Tommyland: The Ride (2005), и A Million in Prizes: The Anthology (2005) с Игги Попом.
Он выступал в качестве продюсера дебютного альбома We Have an Emergency, участника Sum 41 Джейсона Маккаслина, его побочного проекта The Operation M.D. В 2007 году он микшировал дебютный альбом группы Permanent Me. Он также участвовал в работе над альбомом Аврил Лавин The Best Damn Thing, где он был продюсером и играл на гитаре.
Кроме музыкальной карьеры Дерик снялся в роли самого себя в фильме «Грязная любовь» (2005) и в сериале «Царь горы».
В ноябре 2007 года Уибли получил грыжу межпозвоночного диска, когда играл на барабанах во время исполнения песни «Pain for Pleasure». Это произошло во время тура Sum 41 с Finger Eleven, и оставшаяся часть тура Strength in Numbers была отменена, хотя Finger Eleven отправились в Виннипег, чтобы сыграть концерт с Die Mannequin и Inward Eye вместо Sum 41.
В 2008 году Дерик поехал вместе со своей женой Аврил Лавин в тур, посвящённый её новому альбому The Best Damn Thing, на концертах они вместе исполняли песню группы Sum 41 «In Too Deep».
На втором альбоме Operation M.D. Birds + Bee Stings, который был выпущен 29 июня 2010 года, Уибли смикшировал один трек под названием «Sick + Twisted». На этом же треке он сыграл на клавишных и фортепиано. Он также присоединился к группе на одном из концертов, сыграв на гитаре в этой песне 21 декабря 2010 года в клубе Horseshoe Tavern в Торонто.
Уибли принял участие в записи гитары для второго альбома A Public Disservice Announcement сайд-проекта Томми Ли Methods of Mayhem, который был выпущен 21 сентября 2010 года.
Он стал соавтором песен «Broken Pieces», «Over and Out» и «Lost in Reality» группы 5 Seconds of Summer, которые вошли в их EP She's Kinda Hot.
18 февраля 2022 года Уибли выпустил совместный трек с Simple Plan под названием «Ruin My Life».
8 октября 2024 года вышла автобиография Дерика Walking Disaster: My Life Through Heaven and Hell. Название книги является отсылкой к песне Sum 41 «Walking Disaster» и их восьмому и последнему студийному альбому Heaven :x: Hell (2024).

### Музыкальные инструменты
Для выступлений Уибли использует черную кастомизированную гитару Fender Telecaster Deluxe 72-го года с нанесёнными на неё двумя красными крестами. Весной 2007 года компания Fender выпустила именную гитару Deryck Whibley Telecaster. Гитара вышла под брендом Squier, серия Artist. Гитара Squier выпускается в двух цветах: чёрном и олимпийском белом, имеет два красных икса и один хамбакер в бриджевой позиции — Seymour Duncan Designed HB-102. Также на накладке имеется его подпись «Deryck». Именная модель Дерика основана на модели «Telecaster Deluxe» 1972 года, отличающейся от обычного Telecaster формой пикгарда, а также большим пером грифа в стиле другой модели Fender, Stratocaster. Именная гитара же, в отличие от обычного Telecaster Deluxe, оснащена единственным бриджевым хамбакером «Duncan Designed» корейского производства с единственным режимом работы — Full Humbucker. Бридж — фиксированный, струны пропущены сквозь корпус. Гитара имеет трехслойный пикгард из пластика, корпус из агатиса, кленовый гриф профиля C-Shape с 21 ладом профиля Medium Jumbo.

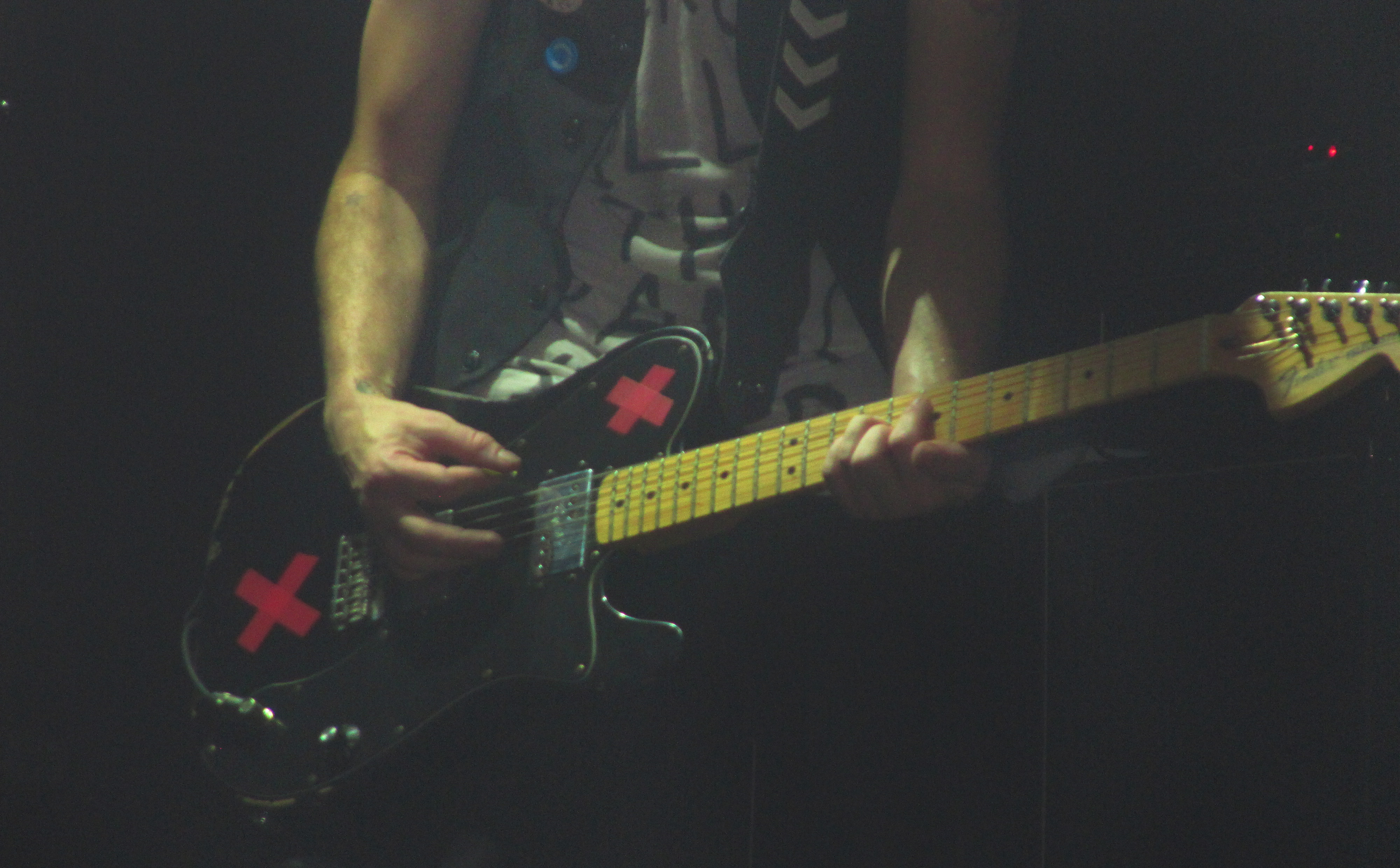
Гитара Дерика на концерте Sum 41 в Москве 11 сентября 2010 года

Уибли использовал множество гитар Gibson, таких как Flying V, Les Paul, SG и Gibson Marauder, которая была его первой гитарой, подаренной ему матерью, и была использована в некоторых клипах группы, таких как «Fat Lip» и «In Too Deep». Согласно октябрьскому выпуску журнала Rock Sound за 2007 год, он также использует 59 Les Paul Reissues, 52 Telecaster Reissues, микрофоны Telefunken и Neumann, 100-ваттные Marshall Heads, кабинеты Plexi и кабели Spectraflex. В марте 2023 года Уибли начал продавать предметы из своей коллекции инструментов.

## Личность
В детстве Дерик очень любил комиксы «Кельвин и Хоббс», он даже делал себе такую же прическу как у Кальвина, и носил клетчатую рубашку. К тринадцати годам он стал слушать рок и на тот момент его кумирами были Джим Моррисон, Курт Кобейн, Guns N' Roses и Sex Pistols.
Дерик рассказывал, что практически не потеет, и может носить одну одежду не меняя по несколько дней и ему всё равно будут говорить, что от него хорошо пахнет. Также он рассказывал, что ничего не умеет делать по дому собственными руками, а если возьмёт молоток или отвертку, то скорее всего обязательно поранится. Сам он считает, что это из-за того, что он всё детство рос в многоквартирных домах в городе с мамой, поэтому рядом был всегда был какой-то человек, который может что-то починить, и ему делать этого не приходилось. Дерик никогда не ездил в отпуск, у него даже не было медового месяца. По его словам, он просто не привык так отдыхать. Часто все мысли погружены в творческий процесс, из-за чего он никогда не спит, подолгу и плохо засыпает, часто спит всего по несколько часов и не помнит, чтобы хоть раз в жизни проспал бы 14 часов.

## Личная жизнь

### Отношения

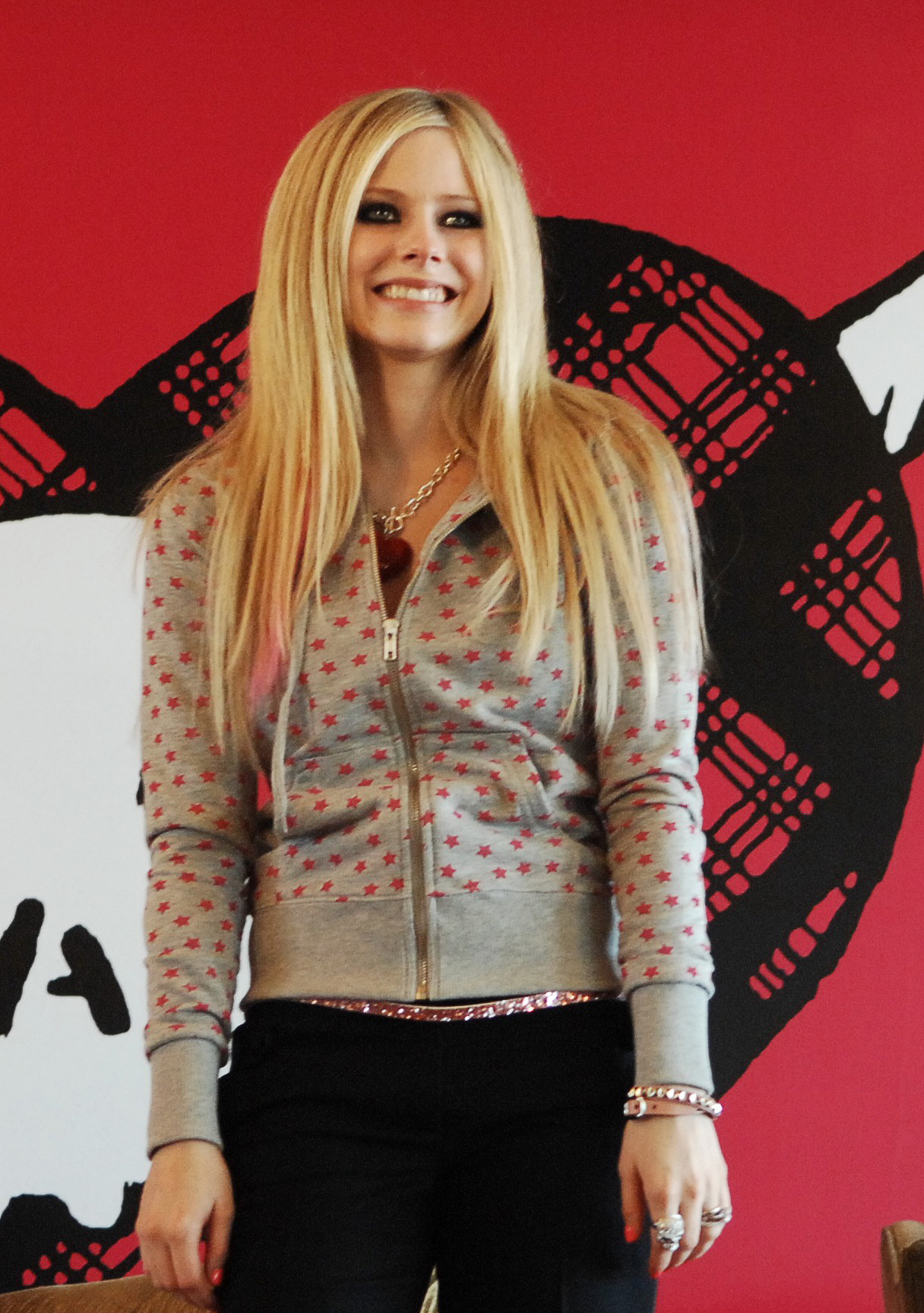
Бывшая супруга Уибли, канадская певица Аврил Лавин

В 2003 году Уибли находился в отношениях с американской светской львицей Перис Хилтон.
Незадолго до окончания европейского турне Аврил Лавин, они с Дериком уехали в Венецию, где и обручились. Уибли и Лавин начали встречаться, когда ей было 19 лет, а их дружба началась когда ей было 17 лет.
Свадьба состоялась 15 июля 2006 года в частном поместье в Калифорнийском прибрежном городе Монтесито, это примерно 87 миль (140 км) к северо-западу от Лос-Анджелеса. Лавин была в платье Веры Вонг, а на Дерике был костюм Hugo Boss. Стив Джоз был его шафером. Младшая сестра Аврил, Мишелл Лавин, была одной из подружек невесты. На свадьбе присутствовало примерно 110 гостей. Первый танец пара танцевала под песню «Iris» группы Goo Goo Dolls. Дерик и Аврил жили в Бель-Эйр, Лос-Анджелесе, Калифорнии. После чуть более трёх лет брака Лавин подала на развод 9 октября 2009 года, и развод был окончательно оформлен 16 ноября 2010 года.
Некоторое время Дерик встречался с английской моделью по имени Ханна Бет. С 2012 года Дерик встречался с моделью Арианой Купер. 30 августа 2015 они тайно обвенчались в Лос-Анджелесе. Их первый ребёнок родился в марте 2020 года. Их второй ребенок родился в марте 2023 года.

### Здоровье
У Уибли хронические боли в спине, вызванные рядом травм спины, начиная с вывиха диска во время концерта 2007 года. 5 августа 2010 года Уибли был госпитализирован после того, как на него поздно вечером напали трое неизвестных в баре в Японии. После МРТ-сканирования выяснилось, что у Дерика грыжа межпозвоночного диска. Несмотря на то, что Уибли посоветовали не выступать, он присоединился к группе 8 августа в Осаке на летнем фестивале Summer Sonic Festival. Из-за проблем со спиной Уибли группа отменила концерты Warped Tour в 2011 году и британский тур в начале 2012 года, врачи говорили, что иначе Дерик «мог быть в инвалидной коляске».
Травмы спины, наряду с сильным беспокойством, заставили Уибли заниматься самолечением с помощью алкоголя. В апреле 2013 года Уибли снова травмировал спину, из-за чего Sum 41 отменили совместный тур с Billy Talent.
17 мая 2014 года Уибли объявил, что за месяц до этого он был госпитализирован в связи с алкоголизмом и тяжелым поражением печени и почек. После этого случая Уибли полностью отказался от алкоголя, журналу People он говорил, что твёрдо намерен оставаться трезвым и чувствует себя лучше, чем когда-либо.
15 сентября 2023 года жена Уибли Ариана сообщила, что он находится в больнице с пневмонией и COVID-19, которые привели к сердечной недостаточности. Он достаточно хорошо отреагировал на лечение и был выписан.
31 июля 2024 года Sum 41 отменили несколько концертов из-за того, что Уибли снова повредил спину.
8 октября 2024 года Дерик опубликовал мемуары Walking Disaster: My Life Through Heaven and Hell, в которых, среди прочего, утверждалось, что бывший менеджер Sum 41 Грэг Нори в течение нескольких лет подвергал его психологическому и сексуальному насилию. Сам Уибли никогда не рассказывал об этом общественности или своим знакомым.

## Дискография

### Sum 41
- All Killer No Filler (2001) — гитара, вокал, ударные в песне «Pain for Pleasure»
- Does This Look Infected? (2002) — гитара, вокал, ударные в песнях «Reign in Pain» и «WWVII Parts 1 & 2»
- Chuck (2004) — гитара, вокал, клавишные
- Underclass Hero (2007) — продюсер, гитара, вокал, клавишные
- Screaming Bloody Murder (2011) — продюсер, гитара, вокал, клавишные, сведение альбома
- 13 Voices (2016) — продюсер, гитара, клавишные, вокал
- Order in Decline (2019) — продюсер, вокал, гитара, клавишные
- Heaven ːxː Hell (2024) — продюсер, вокал, гитара, клавишные